# Chiraps
Chiraps är ett släkte av fjärilar. Chiraps ingår i familjen vecklare.
Kladogram enligt Catalogue of Life:
| Chiraps | \| \| Chiraps alloica \| \| \| \| \| \| Chiraps chlorotypa \| \| \| \| \| \| Chiraps phaedra \| \| \| \| |
|         | \| \| Chiraps alloica \| \| \| \| \| \| Chiraps chlorotypa \| \| \| \| \| \| Chiraps phaedra \| \| \| \| |
|         | Chiraps alloica                                                                                          |
|         | |
|         | Chiraps chlorotypa                                                                                       |
|         | |
|         | Chiraps phaedra                                                                                          |
|         | |